# Sunrise (Circle)
Sunrise è un album in studio del gruppo musicale finlandese Circle, pubblicato nel 2002.

## Tracce
1. Nopeuskuningas – 7:43
2. Satulinnut – 3:27
3. Hautain takaa – 5:15
4. Vaanen valtiatar – 7:42
5. Kylän suurin miekka – 6:30
6. Rautakotka – 9:27
7. Paholaisratsastaja – 7:40
8. Lokki – 15:14
9. Mustavuori – 18:02

## Formazione
- Jyrki Laiho
- Jussi Lehtisalo
- Tomi Leppänen
- Mika Rättö
- Janne Westerlund